# Pilonidalni sinus
Pilonidalni sinus je cistična tvorevina ili ograničeno gnojno zapaljenje (apsces) lokalizovano u glutealnoj brazdi. Kako ova tvorevina u sebi može sadržati dlaku, ili mrtve ćelije kože, sam naziv pilonidalni — klupko od dlaka, najbolje opisuje sam uzrok nastanka ove ciste. Klinički se karakteriše jako bolnom izraslinom iz koje povremenbo curi gnojni sadržaj. Uspešno se leči hirurškom terapijom uz postoperativnu primenu antibiotika.

## Istorija
Bolest je prvi puta opisao Hodges 1880. godine, da bi tri godine kasnije Herbert Mayo bolest opisao kao cistu punu dlaka 
Kako je pilonidalni sinus bio često dijagnostikovan kod vozača terenaca u Drugom svetskom ratu
nazvana je pod imenom „Bolest terenaca” (engl. Jeep disease).

## Epidemiologija
Morbiditet
Po nekim procenama incidencija pilonidalnog sinusa je otprilike 26 : 100.000 
Iz nepoznatih razloga, incidencija bolesti raste u zadnjih 50 godina, naročiti u Evropi i Severnoj Americi, posebno kod mladih muškaraca.
Geografska distribucija
Po geografskoj rasprostranjenosti dlakavost kao faktor rizika za nastanak bolesti, je najrasprostranjenija i Srednjoj i istočnoj Evropi i Turskoj, gde se bolest češće pojavljuje, jer je dlakavost češća za razliku od nordijskih zemalja Evrope u kojima je dlakavost manja, a bolest se pojavljuje ređe.
Polne razlike
Pilonidalni sinus se podjednako javlja kod osoba oba pola, sa preodminacijom kod osobama muškog pola, i muško : ženskim odnosom od 2:1, pa do 4:1, zbog većeg znojenja i veće maljavosti kože muškaraca.
Starosne razlike
Učestalost bolesti je najveća tokom druge i treće decenije života.
Rasne razlike
Češće zahvata belu rasu u drugoj i trećoj deceniji života 

## Etiologija
Made se tačan uzrok pilonidalnog sinusa ne zna, smatra se da je on urođena mana kože koja prekriva sedalni deo tela. Ova anomalija koja se razvija tokom embrionalnog razvoja, najverovatnije je uzrokovana zaostatkom delova primitivne notohorde u koži sedalne regije, u kasnijem životnom periodu utiče na nagomilavanja mrtvih ćelija i ostataka kože i dlaka, koje rezultuje formiranjem zapaljenjskog procesa.

### Faktori rizika
Kao moguži faktore rizika za nastanak ove ciste navode se:
- Urastanje dlake u kožu, nakon dugotrajnog sedenja.[а]
- prekomerno znojenje u sedalnom predelu.
- gojaznost.
- porodična sklonost.
- muški pol,
- zanimanje ili sport koji zahteva puno sedenja,[б]
- duboki rascep od krsta do perineuma (područje trtice),
- izrazita dlakavost,
- grube i krute dlake,
- slaba telesna higijena.

## Klinička slika
Klinička slika pilonidalnog sinusa, je kod jedne grupe pacijenata bez ikakvih znakova i simptoma, dok se kod druge grupe javljaju promene na koći sedalnog predala koje mogu biti veoma bolna, praćene crvenilom i otokom kože u obliku potkožne ciste (šupljine) iz koje povremeno curi gnojav sekret.
Zbog bolova u sedalnom predelu pacijent se žali na otežano sedenje i nemogućnost hodanja. Nakon spontanog pražnjenja ciste, nastupa olakšanje, koje je kratkotrajno, jer posle izvesnog vremena ponovo dolazi do nakupljanja gnojnog sadržaja unutar ciste.
Osim u sakrokocigealnoj regije, pojava pilonidalnog sinus opisana je i u:
- rascepu između prstiju kod frizera i berbera,
- pazuhu,
- oko pupka,
- intermamiliarno (izmešu dojki),
- genitalnom traktu kod žena i muškaraca,
- amputiranom batljku. [тражи се извор]

| Hronični pilonidalni sinus po stadijumima bolesti | Hronični pilonidalni sinus po stadijumima bolesti                                                                                              |
| Stadijum                                          | Opis promena |
| ------------------------------------------------- | --- |
| I                                                 | Jedan otvor u središnjoj liniji, bez bočnog proširenja                                                                                         |
| II                                                | Više od jednog otvora u središnjoj liniji, bez bočnog proširenja IIa: 2-3 otvora u središnjoj liniji IIb: Više od 3 otvora u središnjoj liniji |
| III                                               | Otvori u središnjoj liniji s bočnim proširenjima na jednoj strani                                                                              |
| IV                                                | Otvori u središnjoj liniji s bočnim proširenjima na obe strane                                                                                 |
| R                                                 | Recidiv bolesti nakon bilo koje terapije |

## Dijagnoza
Dijagnoza se najčešće postavlja samo na na osnovu anamneze i kliničkog pregleda.
U pojedinim slučajevima potrebno je uzeti bris u cilju mikrobiološke analize i određivanja vrste antibiotika.

## Diferencijalna dijagnoza
Diferencijalno dijagnostički treba imati u vidu pilonidalni apsces, rektalnu fistulu ili folikulitis.

## Terapija
Terapija pilonidalnog sinusa je hirurška, jer jedina daje definitivno izlečenje. Sam hirurški zahvat zasniva se prvo na inciziji kože, zatim pražnjenju sadržaja promene, i na kraju ispiranju bez ili sa ušivanjem rane, u zavisnosti od primenjene operativne tehnike. U postoperativnom periodu obavezna je primena antibiotika prema biogramu.

### Široka ekscizija sa otvorenom ranom i zarastanjem sekundarnom intencijom
Kod ove metode koja je najčešća, nakon intervencije rana se ne ušiva, već se nakon incizije
krova pilonidalnog sinusnog trakta, izvedi široka ekscizija cele ciste i odstrani sav sadržaj iz pilonidalnog sinusa (dlake, debris, granulacije). Potom se izvede hemostaza elektrokauterom a rana se ne zatvara šavovima, nego se samo prekriva oblogom za vlažno zarastanje rane (npr kalcijumov alginat) i pacijenta se otpušta iz bolnice na kućno lečenje U nastavku lečenja pacijent se kod svoje kuće povremeno tušira i previja ranu.
Prognoza
Učestalost recidiva bolesti nakon hirurškog zbrinjavanje je:
- 1.0% (95% CI 0,5-1,6%) nakon 12 meseci praćenja,
- 3.2% (95% CI 2,2-4,2%) nakon 2 godine praćenja,
- 16.5% (95% CI 11,9-21,2%) nakon 5 godina praćenja.[тражи се извор]

Komplikacije
Što se tiče postoperativnih komplikacija rane u smislu postoperativne infekcije rane, seroma i ostalog, široka ekscizija sa otvorenom ranom i zarastanjem sekundarnom intencijom u poređenju sa ostalim hirurškim tehnikama, brojne studije nisu pokazala statističku značajnu razliku tako da sama tehnika nema uticaja na učestalost postoperativnih komplikacija.

### Ekscizija i zatvaranje rane medijanim šavom
Zatvaranja rane nakon intervencije medijalnim šavom, po rezultatu metaanaliza ima najslabije rezultate od svih hirurških tehnika, zbog nešto većih rizika od infekcija i ponovnog javljanja sinusa, ili ciste. Imajući ovo u vidu mnogi hirurzi ovu metodu više ne preporučuju. 

### Ekscizija i zatvaranje rane asimetričnim šavom
Ekscizija pilonidalne ciste i zatvaranje rane asimetričnim šavom je hirurški postupak zasnovan na raznim hirurškim tehnikama kojima je zajedničko to da je rez zaobljen i bočno postavljen sa jedne strane, odnosno ne ide po sredini kao u tehnici sa medijanim ili središnjim šavom, već je rez obično u oblika slova D , S ili po tipu Z-plastika.

## Napomene
1. ↑  U Sjedinjenim Američkim Državama, ovo stanje nazivali su „bolest sedenja u džipu” (engl. jeep seat disease), jer se često javljala kod vojnika tokom dugih vožnji vojnim vozilom
2. ↑  Sedenje na jednom mestu više od 4 do 6 čas. dnevno uz retko nedeljno kupanja opisuje se kao jedan od čestih faktora rizika

## Literatura
- Caestecker J, Mann BD, Castellanos AE, Straus J. Pilonidal Disease. Medscape Reference from WebMD. Last updated Jan 22, 2009.
- Karydakis, GE (1975). „The etiology of pilonidal sinus”. Hell Arm Forc Med Rev. 7: 411—416.
- Allen-Mersh, T. G. (1990). „Pilonidal sinus: Finding the right track for treatment”. Br J Surg. 77 (2): 123—132. PMID 2180534. doi:10.1002/bjs.1800770203.–132
- Guner, A.; Boz, A.; Ozkan, O. F.; Ileli, O.; Kece, C.; Reis, E. (2013). „Limberg flap versus Bascom cleft lift techniques for sacrococcygeal pilonidal sinus: Prospective, randomized trial”. World J Surg. 37 (9): 2074—2080. PMID 23732258. doi:10.1007/s00268-013-2111-9.–2080
- Erkent, M.; Bala, M.; Kendirci, M.; Yıldırım, M. B.; Topçu, R.; Bostanoğlu, S.; Dolapcı, M.; Dolapcı, Mete (2018). „Comparison of Primary Midline Closure, Limberg Flap, and Karydakis Flap Techniques in Pilonidal Sinus Surgery”. Med Sci Monit. 24: 8959—8963. PMC 6299795 . PMID 30531689. doi:10.12659/MSM.913248.–8963
- Arnous, M.; Elgendy, H.; Thabet, W.; Emile, S. H.; Elbaz, S. A.; Khafagy, W. (2019). „Excision with primary midline closure compared with Limberg flap in the treatment of sacrococcygeal pilonidal disease: A randomised clinical trial”. Ann R Coll Surg Engl. 101 (1): 21—29. PMC 6303836 . PMID 30286636. doi:10.1308/rcsann.2018.0144.–29
- Prassas, D.; Rolfs, T. M.; Schumacher, F. J.; Krieg, A. (2018). „Karydakis flap reconstruction versus Limberg flap transposition for pilonidal sinus disease: A meta-analysis of randomized controlled trials”. Langenbecks Arch Surg. 403 (5): 547—554. PMID 30066108. doi:10.1007/s00423-018-1697-7.–554
- McCallum, I. J.; King, P. M.; Bruce, J. (2008). „Healing by primary clo-sure versus open healing after surgery for pilonidal sinus: system-atic review and meta-analysis”. BMJ. 36 (7649): 868—871. PMC 2323096 . PMID 18390914. doi:10.1136/bmj.39517.808160.BE.
- Doll, D.; Friederichs, J.; Dettmann, H.; Boulesteix, A. L.; Duesel, W.; Petersen, S. (2008). „Time and rate of sinus formation in pilonidal sinus disease”. Int J Colorectal Dis. 23 (4): 359—364. PMID 18043929. doi:10.1007/s00384-007-0389-5.–364
- Sakr, M.; El-Hammadi, H.; Moussa, M.; Arafa, S.; Rasheed, M. (2003). „The effect of obesity on the results of Karydakis technique for the management of chronic pilonidal sinus”. Int J Colorectal Dis. 18 (1): 36—39. PMID 12458379. doi:10.1007/s00384-002-0407-6.–39
- Bascom, J. (1983). „Pilonidal disease: Long-term results of follicle removal”. Dis Colon Rectum. 26 (12): 800—807. PMID 6641463. doi:10.1007/BF02554755.–807
- Brusciano, L.; Limongelli, P.; Del Genio, G.; Tolone, S.; Amoroso, V.; Docimo, G.; Docimo, L. (2015). „D-shape asymmetric excision of sacrococcygeal pilonidal sinus with primary closure, suction drain, and subcuticular skin closure: An analysis of risks factors for long-term recurrence”. Surg Innov. 22 (2): 143—148. PMID 24902690. doi:10.1177/1553350614535856.–148
- Limongelli, P.; Brusciano, L.; Di Stazio, C.; Del Genio, G.; Tolone, S.; Lucido, F. S.; Amoroso, V.; d'Alessandro, A.; Docimo, G.; Docimo, L. (2014). „D-shape asymmetric and symmetric excision with primary closure in the treatment of sacrococcygeal pilonidal disease”. Am J Surg. 207 (6): 882—889. PMID 24112672. doi:10.1016/j.amjsurg.2013.06.013.–889
- Del Genio, G.; Limongelli, P.; Del Genio, F.; Motta, G.; Docimo, L.; Testa, D. (2016). „Sleeve gastrectomy improves obstructive sleep apnea syndrome (OSAS): 5 year longitudinal study”. Surg Obes Relat Dis. 12 (1): 70—74. PMID 25862184. doi:10.1016/j.soard.2015.02.020.–74
- Spivak, H.; Brooks, V. L.; Nussbaum, M.; Friedman, I. (1996). „Treatment of chronic pilonidal disease”. Dis Colon Rectum. 39 (10): 1136—1139. PMID 8831530. doi:10.1007/BF02081415.–1139
- Doll, D.; Luedi, M. M.; Evers, T.; Kauf, P.; Matevossian, E. (2015). „Recurrence-free survival, but not surgical therapy per se, determines 583 patients' long-term satisfaction following primary pilonidal sinus surgery”. Int J Colorectal Dis. 30 (5): 605—611. PMID 25687246. doi:10.1007/s00384-015-2130-0.–611
- Kayaalp, C. (2014). „Do smoking and obesity really do not have any negative inﬂuence on wound healing after surgery of pilonidal disease?”. Int J Colorectal Dis. 29 (10): 1303—1304. PMID 24802815. doi:10.1007/s00384-014-1895-x.
- Testini, M.; Piccinni, G.; Miniello, S.; Di Venere, B.; Lissidini, G.; Nicolardi, V.; Bonomo, G. M. (2001). „Treatment of chronic pilonidal sinus with local anaesthesia: A randomized trial of closed compared with open technique”. Colorectal Dis. 3 (6): 427—430. PMID 12790943. doi:10.1046/j.1463-1318.2001.00278.x.–430
- Kundes, M. F.; Cetin, K.; Kement, M.; Kaptanoglu, L.; Civil, O.; Haksal, M.; Eser, M.; Gundogan, E.; Bildik, N. (2016). „Does prophylactic antibiotic reduce surgical site infections after rhomboid excision and Limberg flap for pilonidal disease: A prospective randomized double blind study”. Int J Colorectal Dis. 31 (5): 1089—1091. PMID 26525054. doi:10.1007/s00384-015-2425-1.
- Käser, S. A.; Zengaffinen, R.; Uhlmann, M.; Glaser, C.; Maurer, C. A. (2015). „Primary wound closure with a Limberg flap vs. Secondary wound healing after excision of a pilonidal sinus: A multicentre randomised controlled study” (PDF). Int J Colorectal Dis. 30 (1): 97—103. PMID 25367184. doi:10.1007/s00384-014-2057-x.–10

|  | Molimo Vas, obratite pažnju na važno upozorenje u vezi sa temama iz oblasti medicine (zdravlja). |